# Дмитриевское (Владимирская область)
Дмитриевское — деревня в Ковровском районе Владимирской области России, входит в состав Ивановского сельского поселения.

## География
Деревня расположена на берегу речки Нерехты в 13 км на юг от центра поселения — села Иваново и в 36 км на юг от райцентра — города Коврова.

## История
В конце XIX — начале XX века деревня входила в состав Смолинской волости Судогодского уезда, с 1926 года в составе Клюшниковской волости Ковровского уезда. В 1859 году в деревне числилось 22 двора, в 1905 году — 51 дворов, в 1926 году — 73 двора.
С 1929 года деревня являлась центром Дмитриевского сельсовета Ковровского района, с 1940 года — в составе Ивановского сельсовета, с 2005 года в составе Ивановского сельского поселения.

## Население
| 1859 | 1905 | 1926 | 2002 | 2010 | 2021 |
| ---- | ---- | ---- | ---- | ---- | ---- |
| 277  | ↗299 | ↗330 | ↘10  | →10  | ↗38  |